# Kaiser Friedrich III (lớp thiết giáp hạm)
Lớp thiết giáp hạm Kaiser Friedrich III là một lớp thiết giáp hạm tiền-dreadnought của Hải quân Đế quốc Đức trước Chiến tranh Thế giới thứ nhất; lớp bao gồm năm chiếc, tất cả đều được đặt tên theo các hoàng đế của Đức. Lớp Kaiser Friedrich III bắt đầu đưa ra cách sắp đặt vũ khí truyền thống cho các thiết giáp hạm Đức với bốn khẩu pháo hạng nặng trên hai tháp pháo nòng đôi, nhưng có cỡ nòng tương đối nhỏ hơn so với các thiết giáp hạm đương thời, cho đến khi khai sinh kiểu thiết giáp hạm dreadnought vào đầu những 1900. Chúng cũng tiêu chuẩn hóa việc sử dụng ba trục chân vịt trên thiết giáp hạm.
Kaiser Friedrich III được đặt lườn tại Xưởng hải quân Wilhelmshaven vào tháng 3 năm 1895, được tiếp nối bởi Kaiser Wilhelm II vào tháng 10 năm 1896, cũng tại Wilhelmshaven. Kaiser Wilhelm Der Grosse được đặt lườn tại xưởng tàu của hãng Germania ở Kiel in tháng 1 năm 1898, được tiếp nối bởi Kaiser Barbarossa tại xưởng tàu của hãng Schichau ở Danzig vào tháng 8 năm đó và Kaiser Karl Der Grosse một tháng sau đó vào tháng 9 tại xưởng tàu của hãng Blohm & Voss ở Hamburg. Công việc trên cả năm con tàu đều hoàn tất vào năm 1901
Năm chiếc trong lớp Kaiser Friedrich III được phân về Hải đội 1 của Hạm đội Nhà (Heimatflotte) sau khi được đưa vào hoạt động; và đã tiến hành các đợt cơ động huấn luyện rộng rãi hàng năm cùng với phần còn lại của hạm đội. Sau mười năm phục vụ cùng hạm đội, chúng được thay thế bằng các con tàu mới hơn; và được chuyển sang Hải đội 3 của hạm đội, vốn được tổ chức thành Hạm đội Biển khơi, và được đưa về lực lượng dự bị. Chúng được gọi quay trở lại phục vụ khi Chiến tranh Thế giới thứ nhất nổ ra, nhưng chỉ có những hoạt động giới hạn trong chiến tranh. Thoạt tiên chúng phục vụ cùng Hải đội 5 cho đến năm 1915, khi được rút về các vai trò phụ trợ, hầu hết là như những tàu giữ tù binh. Sau chiến tranh cho đến năm 1922, cả năm chiếc đều bị lần lượt bị bán để tháo dỡ.

## Thiết kế
Kaiser Wilhelm II, Hoàng đế của Đế quốc Đức, tin rằng đất nước cần có một lực lượng hải quân mạnh mẽ để bành trướng ảnh hưởng ra bên ngoài lục địa Châu Âu. Vì vậy, ông khởi phát một chương trình xây dựng lực lượng hải quân vào cuối những năm 1880, và những chiếc thiết giáp hạm đầu tiên được chế tạo chính là bốn chiếc thuộc lớp Brandenburg. Chúng được tiếp nối bởi năm chiếc lớp Kaiser Friedrich III.
Công việc thiết kế lớp Kaiser Friedrich III được bắt đầu vào năm 1892 và kéo dài cho đến năm 1894. Những chiếc trong lớp Kaiser Friedrich III đánh dấu sự thay đổi đáng kể so với lớp thiết giáp hạm Brandenburg dẫn trước. Pháo cỡ nòng lớn với mục đích xuyên thủng vỏ giáp được loại bỏ, thay thế bằng cỡ pháo nòng nhỏ bắn nhanh hơn. Các khẩu pháo này được dự định để san bằng cấu trúc thượng tầng tàu chiến đối phương để làm mất tinh thần đối thủ. Hệ thống động lực được cải tiến và sắp xếp lại để bổ sung thêm một trục chân vịt thứ ba. Tuy nhiên, hệ thống vỏ giáp bảo vệ vẫn tương tự như được áp dụng cho lớp Brandenburg.

### Các đặc tính chung
Những chiếc trong lớp Kaiser Friedrich III có chiều dài ở mực nước là 120,9 mét (397 ft) và chiều dài chung 125,3 m (411 ft), mạn thuyền rộng 20,4 m (67 ft), và độ sâu của mớn nước là 7,89 m (25,9 ft) ở phía trước và 8,25 m (27,1 ft) ở phía sau. Các con tàu có trọng lượng choán nước lên đến 11.785 tấn (11.599 tấn Anh) khi đầy tải nặng. Các khung thép ngang và dọc được sử dụng để cấu tạo nên cấu trúc của lườn tàu lớp Kaiser Friedrich III, và các tấm thép được đinh tán vào các cấu trúc khung đó. Con tàu được chia ra 12 ngăn kín nước và có một đáy kép kéo dài 70% chiều dài lườn tàu.
Hải quân Đức đánh giá những chiếc này như những con tàu đi biển xuất sắc. Chúng có đường kính bẻ lái hẹp và đáp ứng tốt. Con tàu nghiêng cho đến 15° khi bẻ lái và thời gian nghiêng 12 là giây. Chúng chỉ bị mất ít tốc độ khi biển động nặng, nhưng mất cho đến 40% tốc độ khi bẻ lái gắt. Chiều cao khuynh tâm của các con tàu là 0,917–1,18 m (3,01–3,87 ft). Các con tàu mang theo một số xuồng nhỏ, bao gồm hai xuồng gác, hai xuồng đổ bộ, một xuồng chèo, hai ca-nô, hai xuồng yawl và hai xuồng nhỏ. Con tàu có một thủy thủ đoàn gồm 39 sĩ quan và 612 thủy thủ; và khi phục vụ như là soái hạm của hải đội, chúng được bổ sung thêm 12 sĩ quan và từ 51 đến 63 thủy thủ.

### Hệ thống động lực
Những chiếc trong lớp Kaiser Friedrich III được vận hành bởi ba động cơ hơi nước ba buồng bành trướng đặt dọc dẫn động ba trục chân vịt. Kaiser Friedrich III, Kaiser Barbarossa và Kaiser Wilhelm der Grosse được trang bị ba chân vịt ba cánh đường kính 4,5 m (15 ft), trong khi Kaiser Karl der Grosse và Kaiser Wilhelm II trang bị hai chân vịt ba cánh cho các trục phía ngoài và một chân vịt bốn cánh đường kính 4,2 m (14 ft) cho trục giữa. Kaiser Friedrich III có bốn nồi hơi Thornycroft và tám nồi hơi hình trụ; Kaiser Wilhelm II có cấu hình tương tự, nhưng thay nồi hơi Thornycroft bằng kiểu Marine. Kaiser Wilhelm der Grosse trang bị bốn nồi hơi Marine và sáu nồi hơi hình trụ; Kaiser Barbarossa có bốn nồi hơi Thornycroft và sáu nồi hơi hình trụ; và cuối cùng Kaiser Karl Der Grosse có hai nồi hơi Marine, hai nồi hơi Marine kép và sáu nồi hơi hình trụ.
Hệ thống động lực này được dự định sẽ cung cấp công suất 13.000 mã lực chỉ (9.700 kW), tuy nhiên khi chạy thử máy chúng có thể đạt cho đến 13.950 ihp (10.400 kW), cho phép đạt được tốc độ tối đa 17,5 hải lý trên giờ (32,4 km/h). Các con tàu mang theo 650 tấn (640 tấn Anh; 720 tấn Mỹ) than, cho dù việc sử dụng những chỗ trống bổ sung trong lườn tàu cho phép tăng dung lượng nhiên liệu lên 1.070 tấn (1.050 tấn Anh; 1.180 tấn Mỹ). Chúng cho phép có được tầm hoạt động tối đa 3.420 hải lý (6.330 km; 3.940 mi) ở tốc độ di chuyển đường trường 10 hải lý trên giờ (19 km/h; 12 mph). Điện năng sử dụng được cung cấp bởi năm máy phát điện 320 kW 74 Volt trên các chiếc Kaiser Friedrich III và Kaiser Wilhelm II, hoặc bốn máy phát điện 240 kW 74 V trên ba chiếc còn lại.

### Vũ khí
Vũ khí trang bị của lớp Kaiser Friedrich III bao gồm dàn pháo chính với bốn khẩu hải pháo 24 cm (9,4 in) SK L/40 trên hai tháp pháo nòng đôi, một phía trước và một phía sau cấu trúc thượng tầng trung tâm. Các khẩu pháo được gắn trên các bệ Drh.L. C/98, cho phép nâng tối đa đến 30° và hạ tối đa đến -5°. Ở góc nâng tối đa, các khẩu pháo có thể bắn đến mục tiêu cách xa 16.900 m (18.500 yd). Kiểu pháo này bắn ra đạn pháo nặng 140 kg (310 lb) với lưu tốc đầu đạn 690 m/s (2.263 ft/s). Chúng có tốc độ bắn 3-4 phát mỗi phút, và mỗi khẩu pháo được cung cấp 75 quả đạn, tức có tổng cộng 300 quả đạn pháo.

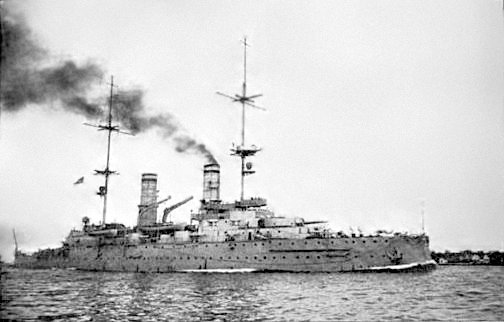
Thiết giáp hạm SMS Kaiser Barbarossa

Dàn pháo hạng hai của các con tàu bao gồm mười tám khẩu hải pháo 15 cm (5,9 in) SK L/40, gồm sáu khẩu đặt trên các tháp pháo đơn giữa tàu và các khẩu còn lại đặt trong các tháp pháo ụ MPL. Các khẩu pháo này bắn ra đạn pháo xuyên thép với tốc độ bắn 4-5 phát; các tháp pháo có thể nâng đến góc 20° và hạ cho đến góc -7°, cho phép có một tầm bắn tối đa 13.700 m (15.000 yd), nhưng phải nâng và xoay bằng tay. Chúng có tổng cộng 2.160 quả đạn pháo, tức 120 quả cho mỗi khẩu.
Các con tàu còn mang theo mười hai khẩu pháo 8,8 cm (3,5 in) SK L/30 bắn nhanh cũng được đặt trong các tháp pháo ụ. Các khẩu pháo được cung cấp từ 170 đến 250 quả đạn pháo cho mỗi khẩu; chúng bắn ra đạn pháo nặng 13,8 kg (30 lb) ở lưu tốc đầu đạn 590 m/s (1.936 ft/s). Tốc độ bắn của loại vũ khí này là khoảng 15 phát mỗi phút, và có thể đối đầu với mục tiêu ở khoảng cách 10.500 m (11.500 yd). Kiểu vũ khí này cũng phải được vận hành bằng tay. Các con tàu còn có 12 khẩu súng máy.
Các con tàu còn được trang bị sáu ống phóng ngư lôi 45 cm (17,7 in), tất cả được đặt trên các bệ xoay bên trên mực nước. Bốn ống được bố trí bên mạn tàu, một ống trước mũi và một ống phía đuôi tàu. Ngư lôi là kiểu dài 5,1 m (200 in), mang theo đầu đạn chứa 87,5 kg (193 lb) thuốc nổ TNT. Chúng có thể được cài đặt ở hai tốc độ: ở tốc độ 26 kn (48 km/h; 30 mph) quả ngư lôi có tầm xa hoạt động 800 m (870 yd), và ở tốc độ 32 kn (59 km/h; 37 mph) nó có tầm xa hoạt động 500 m (550 yd).

### Vỏ giáp
Các con tàu trong lớp Kaiser Friedrich III được trang bị vỏ giáp bằng thép Krupp. Đai giáp chính dày đến 300 mm (12 in) ở giữa phần thành trì trung tâm, nơi bố trí những thành phần trọng yếu của con tàu bao gồm các hầm đạn và hệ thống động lực. Chiều dày của đai giáp giảm còn 150 mm (5,9 in) ở phần phía trước và còn 200 mm (7,9 in) ở phần phía trước sau tàu, nhưng không mở rộng đến tận đuôi. Phần bên dưới của đai giáp có độ dày trong khoảng 100 đến 180 mm (3,9 đến 7,1 in); toàn bộ chiều dài của đai giáp được lót phía trong một lớp gỗ teak dày 250 mm (9,8 in). Vỏ giáp sàn tàu dày 65 mm (2,6 in) ở phần ngang.
Tháp chỉ huy phía trước được bảo vệ bởi các tấm giáp hông dày 250 mm (9,8 in) và nóc dày 30 mm (1,2 in). Mỗi tháp pháo chính có vỏ giáp mặt hông dày 250 mm (9,8 in) và nóc dày 50 mm (2,0 in). Các tháp pháo 15 cm có các mặt hông dày 150 mm (5,9 in) và tấm chắn pháo dày 70 mm (2,8 in); cũng như các tháp pháo ụ 15 cm có các tấm chắn bằng thép dày 150 mm (5,9 in).

## Chế tạo
Kaiser Friedrich III, chiếc đầu tiên của lớp, được đặt hàng tại Kaiserliche Werft (Xưởng tàu Đế chế) ở Wilhelmshaven dưới cái tên tạm thời Ersatz Preussen. Nó được dự định nhằm thay thế cho chiếc tàu frigate bọc thép cũ Preussen; được đặt lườn vào năm 1895 dưới số hiệu chế tạo 22, và được hạ thủy vào ngày 1 tháng 7 năm 1896. Công việc tiếp tục hoàn thiện được tiến hành, bao gồm trang bị vũ khí và hoàn thiện cấu trúc thượng tầng. Con tàu được hoàn tất và đưa ra phục vụ cùng Hạm đội Đức vào ngày 7 tháng 10 năm 1898. Lườn của Kaiser Wilhelm II cũng được đặt tại xưởng tàu Kaiserliche Werft ở Wilhelmshaven vào năm 1896 dưới số hiệu chế tạo 24. Nó được đặt hàng dưới cái tên trong hợp đồng Ersatz Friedrich der Grosse nhằm thay thế cho chiếc tàu frigate bọc thép Friedrich der Grosse. Kaiser Wilhelm II được hạ thủy vào ngày 14 tháng 9 năm 1897 và được đưa ra hoạt động vào ngày 13 tháng 2 năm 1900.
Kaiser Wilhelm der Grosse được đặt hàng dưới cái tên tạm thời Ersatz König Wilhelm như là chiếc thay thế cho con tàu König Wilhelm đã lạc hậu. Lườn của nó được đặt tại xưởng tàu của hãng Germaniawerft dưới số hiệu chế tạo 79 vào năm 1898. Nó được hạ thủy vào ngày 1 tháng 6 năm 1899 và được đưa ra hoạt động cùng hạm đội vào ngày 5 tháng 5 năm 1901. Lườn của Kaiser Barbarossa được đặt vào năm 1898 dưới cái tên tạm thời "B" vì nó là một bổ sung mới cho hạm đội, và nó được chế tạo tại xưởng tàu của hãng Schichau-Werke ở Danzig dưới số hiệu chế tạo 640. Kaiser Barbarossa được hạ thủy vào ngày 21 tháng 4 năm 1900 và được đưa ra hoạt động cùng hạm đội vào ngày 10 tháng 6 năm 1901. Cũng trong năm 1898, Kaiser Karl der Grosse được đặt lườn tại xưởng tàu của hãng Blohm & Voss ở Hamburg dưới số hiệu chế tạo 136. Nó cũng là một bổ sung mới cho hạm đội nên được đặt tên tạm thời "A". Là chiếc cuối cùng trong lớp được hoàn tất, Kaiser Karl der Grosse được hạ thủy vào ngày 18 tháng 10 năm 1899 và được đưa ra hoạt động cùng hạm đội vào ngày 4 tháng 2 năm 1902.

## Lịch sử hoạt động

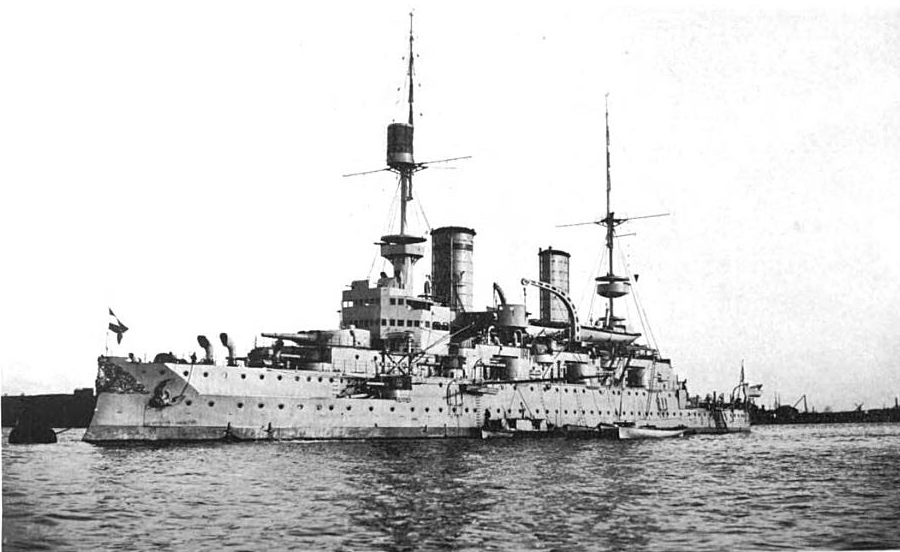
Thiết giáp hạm Kaiser Friedrich III

Khi Kaiser Wilhelm II được đưa ra hoạt động cùng hạm đội, nó tiếp nhận vị trí soái hạm của hạm đội và tiếp tục giữ vai trò này cho đến năm 1906. Bốn chiếc còn lại gia nhập cùng nó vào Hải đội 1 thuộc Hạm đội Nhà (Heimatflotte), nơi chúng ở lại trong mười năm tiếp theo. Cả năm chiếc thuộc lớp Kaiser Friedrich III đã tham gia cuộc cơ động huấn luyện rộng lớn vào tháng 9 năm 1902 cùng với phần còn lại của hạm đội. Trong suốt cuộc tập trận, những chiếc trong lớp ngoại trừ Kaiser Wilhelm II đã hoạt động như "lực lượng đối phương"; trong vai trò soái hạm của hạm đội Kaiser Wilhelm II tiếp đón vua Wilhelm II thị sát nhiều trận đánh giả và phục vụ như điểm quan sát cho ban tham mưu cao cấp.
Từ năm 1907 đến năm 1910, ngoại trừ Kaiser Karl der Grosse, những chiếc còn lại trong lớp được tái trang bị rộng rãi. Trong quá trình hiện đại hóa, cấu trúc thượng tầng của chúng được cắt ngắn, đồng thời tháo dỡ bốn khẩu pháo 15 cm và một ống phóng ngư lôi. Các khẩu pháo 8,8 cm được tái bố trí lên sàn trên nơi các khẩu 15 cm được đặt. Ngoài ra các ống khói cũng được kéo dài.
Đến năm 1911, hạm đội được tái tổ chức thành Hạm đội Biển khơi, đồng thời các thiết giáp hạm dreadnought cũng bắt đầu được đưa vào hoạt động. Kết quả là những chiếc thuộc lớp Kaiser Friedrich III được chuyển sang Hải đội 3, rồi được đưa về lực lượng dự bị. Khi Chiến tranh Thế giới thứ nhất nổ ra vào năm 1914, cả năm chiếc trong lớp được gọi trở lại phục vụ và được bố trí về Hải đội 5 của hạm đội. Vào tháng 2 năm 1915, các con tàu được rút khỏi hoạt động thường trực lần thứ hai. Chúng được tháo bỏ vũ khí vào năm 1916 để chuyển sang các vai trò thứ yếu. Kaiser Wilhelm der Grosse trở thành một tàu huấn luyện ngư lôi trong khi Kaiser Wilhem II trở thành sở chỉ huy nổi cho Tư lệnh Hạm đội Biển khơi tại Wilhelmshaven. Ba con tàu kia trở thành những trại giam tù binh nổi. Đến năm 1917, Kaiser Friedrich III được chuyển sang vai trò tàu trại binh tại Flensburg. Tất cả các con tàu ngoại trừ Kaiser Wilhelm II được rút khỏi Đăng bạ Hải quân vào ngày 6 tháng 12 năm 1919 và bị bán để tháo dỡ. Kaiser Wilhelm II tiếp nối theo vào ngày 17 tháng 3 năm 1921. Đến năm 1922, cả năm con tàu đều được tháo dỡ. Biểu trưng trước mũi tàu của Kaiser Friedrich III và Kaiser Wilhelm II được bảo tồn tại Bảo tàng Lịch sử Quân sự Liên bang tại Dresden.